# Zeven Speren van Shizugatake

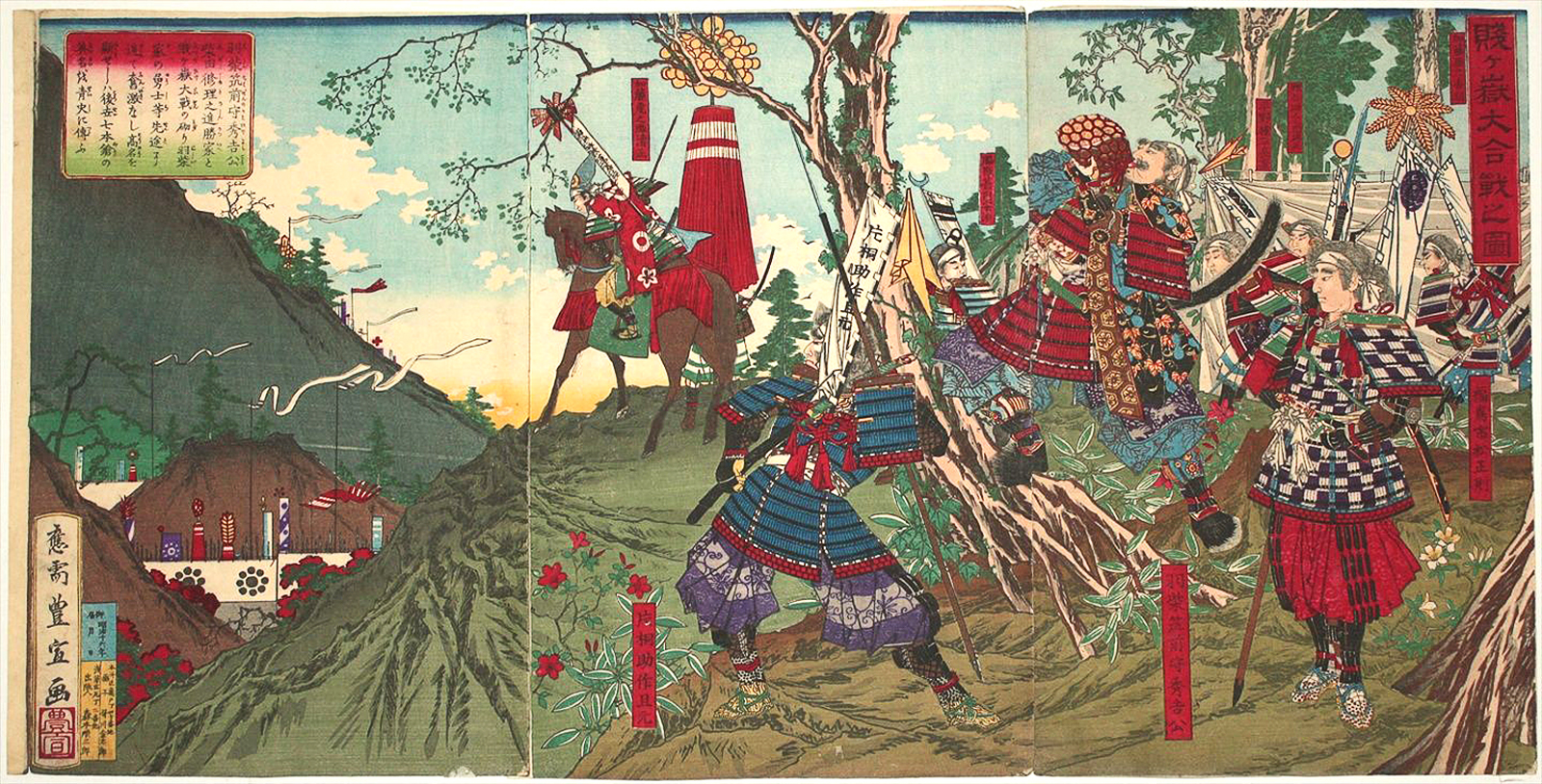
Schilderij over de slag bij Shizugatake

De Zeven Speren van Shizugatake (賤ヶ岳の七本槍, Shizugatake no shichi-hon-yari) waren de topgeneraals van Toyotomi Hideyoshi, die in de 16e eeuw probeerde Japan te beheersen. Ze waren allemaal lid van de bereden lijfwacht van Hideyoshi tijdens de Slag bij Shizugatake in 1583.
Het was in deze periode niet ongewoon dat een groep samoerai, die bij een bepaalde slag grootse daden hadden verricht, de titel Zeven Speren van die slag kreeg. De Zeven Speren van Shizugatake zijn slechts een welbekend voorbeeld van dit gebruik.
- Fukushima Masanori (1561-1624) - kreeg later de regio Kiyosu (in de provincie Owari) toegewezen; vocht voor Tokugawa Ieyasu in de Slag bij Sekigahara.
- Hirano Nagayasu (1559-1628)
- Kasuya Takenori (1562-1607)
- Katagiri Katsumoto (1556-1615)
- Katō Kiyomasa (1562-1611) - Een bekend krijger in de Sengokuperiode. Kiyomasa leidde het leger van Hideyoshi in Korea tijdens de Japanse invasie van Korea en vocht in een aantal belangrijke slagen.
- Katō Yoshiaki (1563-1631) - Geen relatie van Kiyomasa. Yoshiaki leidde de vloot van Hideyoshi tijdens de Japanse invasie van Korea.
- Wakizaka Yasuharu (1554-1626) - Diende onder Akechi Mitsuhide voor Hideyoshi. Hij werd bekend omdat hij in het midden van de slag bij Sekigahara overliep van het Westelijk leger van Ishida Mitsunari naar het Oostelijk leger van Tokugawa Ieyasu.